# Ricaurte (Cundinamarca)
Ricaurte es un municipio colombiano del departamento de Cundinamarca ubicado en la Provincia del Alto Magdalena. Ricaurte se encuentra a orillas del río Magdalena, en la desembocadura de los ríos Bogotá y el Sumapaz. Está ubicado a 136 kilómetros de Bogotá.

## Toponimia

### Origen lingüístico[3]
- Familia lingüística: Paleoeuropea
- Lengua: Euskera

### Significado
Ricaurte es un apellido de origen vasco, vriación de errecarte que significa "entre riachuelos", "entre arroyos". Las palabras errecarte-errekarte-recarte presentan los siguientes elementos significativos: erre "arroyo", arte "entre, dentro".

### Origen / Motivación
El nombre de la población le fue cambiado de Peñalisa a Ricaurte en memoria del teniente Antonio Ricaurte. Fue oficial del ejército neogranadino y capitán en las guerras de la independencia en los territorios de las actuales repúblicas de Colombia y Venezuela.

## Historia
La historia del municipio de Ricaurte está vinculada a la evolución histórica del municipio de Girardot, pues Ricaurte fue, en un principio, corregimiento de Girardot.
Aunque la región estuvo habitada por el pueblo indígena de los Panches en tiempos antes de la conquista, el municipio nace como un asentamiento en la orilla del Río Magdalena en las proximidades de Girardot, denominándose inicialmente como corregimiento de "Peñalisa", jurisdicción del distrito de Girardot.
Con la caída del sector agroindustrial de Girardot, la nueva dinámica económica de la región en la actividad turística, y la construcción de la nueva vía desde Bogotá hasta Girardot, se favoreció en gran medida el corregimiento, que tuvo un auge con la construcción de parajes sobre la vía y lugares de alojamiento, hasta consolidarse como municipio en 1968 con el nombre actual. El crecimiento urbano del municipio se extiende sobre la Vía Panamericana hasta conurbarse con Girardot. 
El Plan de Ordenamiento Territorial le da la categoría de municipio perteneciente al área metropolitana de Girardot en la consolidación de la ciudad región (como centro regional).

## División Político-Administrativa
Además de su Cabecera municipal. Ricaurte tiene bajo su jurisdicción los siguientes Centros poblados:
- El Paso
- El Portal
- Las Varas
- Manuel Sur
- San Marcos Poblado
- San Martín

## Economía
El turismo es la principal actividad económica de Ricaurte, por consolidar una infraestructura hotelera y recreación muy atractiva para los capitalinos, destacándose los hoteles, los condominios vacacionales y centros recreacionales de gran capacidad.
Sin embargo la actividad agroindustrial no es despreciable, destacándose la producción de oleaginosos (maíz, sésamo, sorgo...), cereales, algodón y café.
El comercio se desarrolla principalmente a nivel local, y el de gran escala en el municipio de Girardot.
por todos sus bellos paisajes

## Lugares de interés
Río Magdalena: el principal atractivo natural e histórico de Ricaurte y del país, en el que se pueden realizar actividades como navegación de contemplación, pesca artesanal, balneario, etc.
Islas del Sol: en jurisdicción del municipio hacia el sur del Río Magdalena se encuentran unas islas en piedra, en un paisaje natural e ideal como lugar de relajación, recreativo y de contacto con la naturaleza.
Infraestructura turística:  Ricaurte cuenta con innumerables lugares de alojamiento, entre los que se destacan los condominios vacacionales. Los centros recreativos más importantes del país se encuentran en la región y algunos bajo jurisdicción del municipio.

## Servicios públicos
- Energía Eléctrica: Enel, es la empresa prestadora del servicio de energía eléctrica.
- Gas Natural: Alcanos de Colombia es la empresa distribuidora y comercializadora de gas natural en el municipio.